# Convento degli Agostiniani (Erfurt)
Il convento degli Agostiniani (in tedesco: Augustinerkloster) di Erfurt è un complesso religioso realizzato a partire dal 1277, reso particolarmente celebre per la presenza nelle sue stanze, in qualità di monaco dell'Ordine di Sant'Agostino, di Martin Lutero tra il 1505 ed il 1512. Fu qui che egli fu ordinato e celebrò, il 2 maggio 1507, la sua prima messa. Nelle finestre cosiddette del Leone e del Pappagallo si possono riconoscere i disegni che ispirarono il simbolo del Luteranesimo, l'omonima rosa.
A seguito della riforma protestante, il convento passò sotto il controllo della Chiesa evangelica e nel 1559 venne secolarizzato da parte della città di Erfurt. Porzioni del complesso vennero distrutte nel 1945 a seguito di un bombardamento aereo. A partire dal 1994 il convento è sede della Propstei di Erfurt-Nordhausen. Nel 1996 le sorelle della Communität Casteller Ring ottennero una porzione del complesso, precedentemente utilizzata come area congressi e incontri. Il convento degli agostiniani è riconosciuto Monumento storico (Kulturdenkmal), dal Land della Turingia.

## Storia

### Gli inizi e le fasi di ampliamento

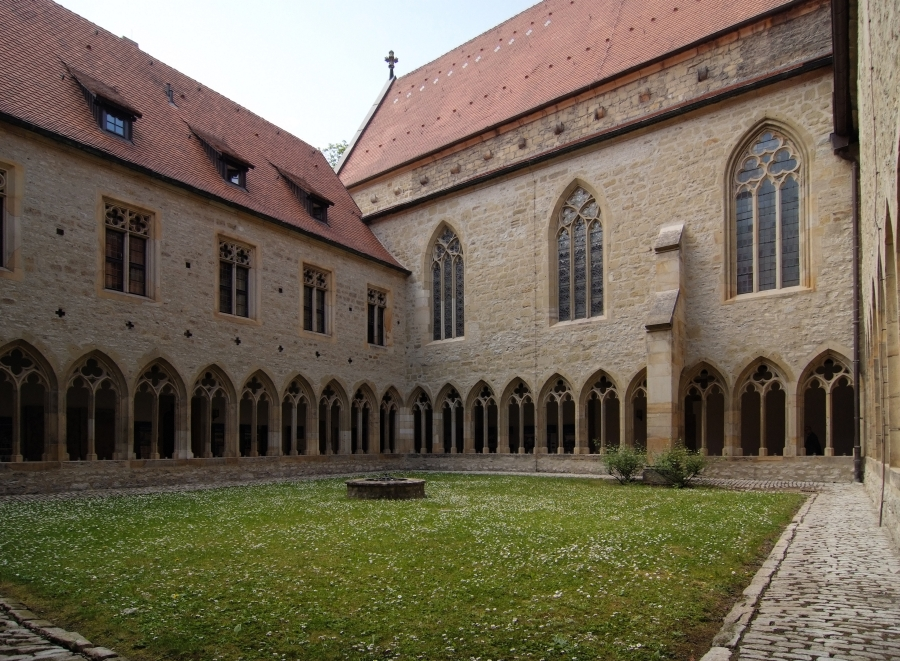
Il chiostro del convento

A partire dal 1266 iniziarono a stabilirsi in città per un breve periodo i primi Eremitani di Sant'Agostino, che vennero però allontanati da Erfurt nel 1273. Fu solo tre anni più tardi, nel 1276, che questi poterono fare definitivo ritorno, stabilendosi nella chiesa dei Santi Filippo e Giacomo, eretta nel 1131 in Comthurgasse. Nel 1277 iniziarono le opere di costruzione del convento vero e proprio, realizzato con i fondi provenienti da elemosine e dalla vendita di donazioni ricevute in eredità, secondo i dettami degli allora emergenti Ordini mendicanti. In tale maniera furono realizzati entro il 1518 la biblioteca, la Katharinenkapelle, la sala capitolare, il campanile, il chiostro, l'aula, le Waidhäuser (letteralmente: le case del guado, una pianta da cui si estrae il colore indaco) ed il nuovo priorato.
Significativa era la scuola del convento al cui interno venivano impartite - per volontà di Heinrich von Friemar il vecchio - lezioni sulle materie dello Studium generale. A partire dall'inizio del XIV secolo vennero intrapresi i lavori di costruzione della biblioteca, il cui edificio sarà però completato solo nel 1516.

### La riforma protestante

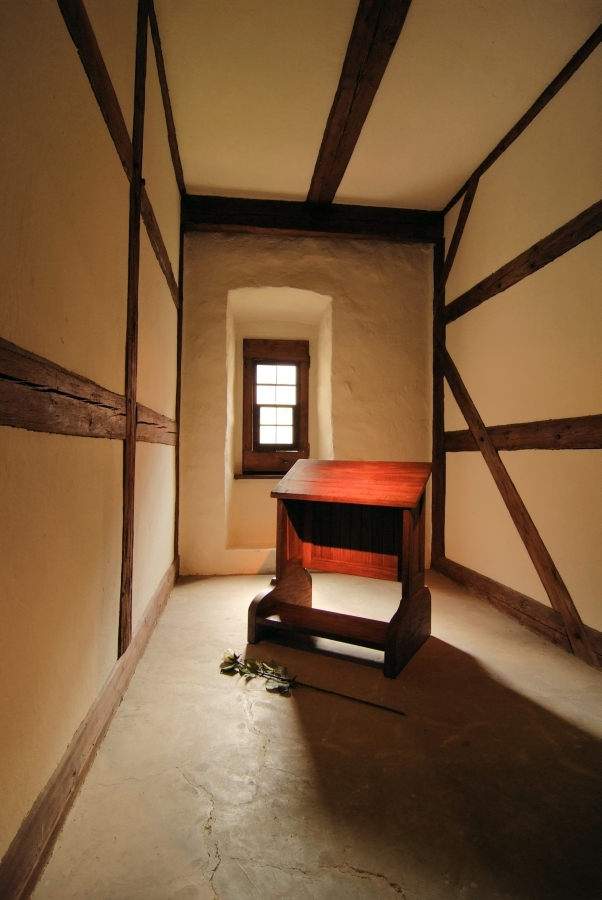
La cella monacale di Martin Lutero

Il teologo Johannes Lang, caro amico di Lutero, venne ordinato nel 1522 priore del convento ed iniziò a preparare il terreno per la diffusione della Riforma protestante ad Erfurt e dintorni. Già nel corso del medesimo anno Lang e numerosi altri monaci del convento decisero di uscire dall'ordine e nel 1525 la chiesa venne affidata alla Johannesgemeinde, la comunità di San Giovanni. Nel 1556 morì l'ultimo monaco ancora presente all'interno del complesso, che venne secolarizzato tre anni più tardi.
A partire dal 1561, l'ala occidentale ed il priorato furono utilizzati dal ginnasio cittadini e a tal scopo il dormitorio venne riadattato in convitto per gli studenti. La scuola rimase attiva per oltre due secoli e mezzo, abbandonando il chiostro solo nel 1820. La biblioteca subì alcuni rimaneggiamenti nel corso della riforma, ma tornò a rivivere a partire dal 1646, quando divenne biblioteca del Ministero Evangelico. Anche L'orfanotrofio evangelico iniziò dal 1669 ad usufruire dei locali del complesso.
È da notare come gli agostiniani si fossero comunque nuovamente stabiliti ad Erfurt, sebbene in un altro luogo, verso la metà del XVII secolo, trasformando il Valentinerhof - vicino alla Wigbertikirche - in convento. Ciononostante, abbandonarono nuovamente la città nel 1822.

### XIX secolo

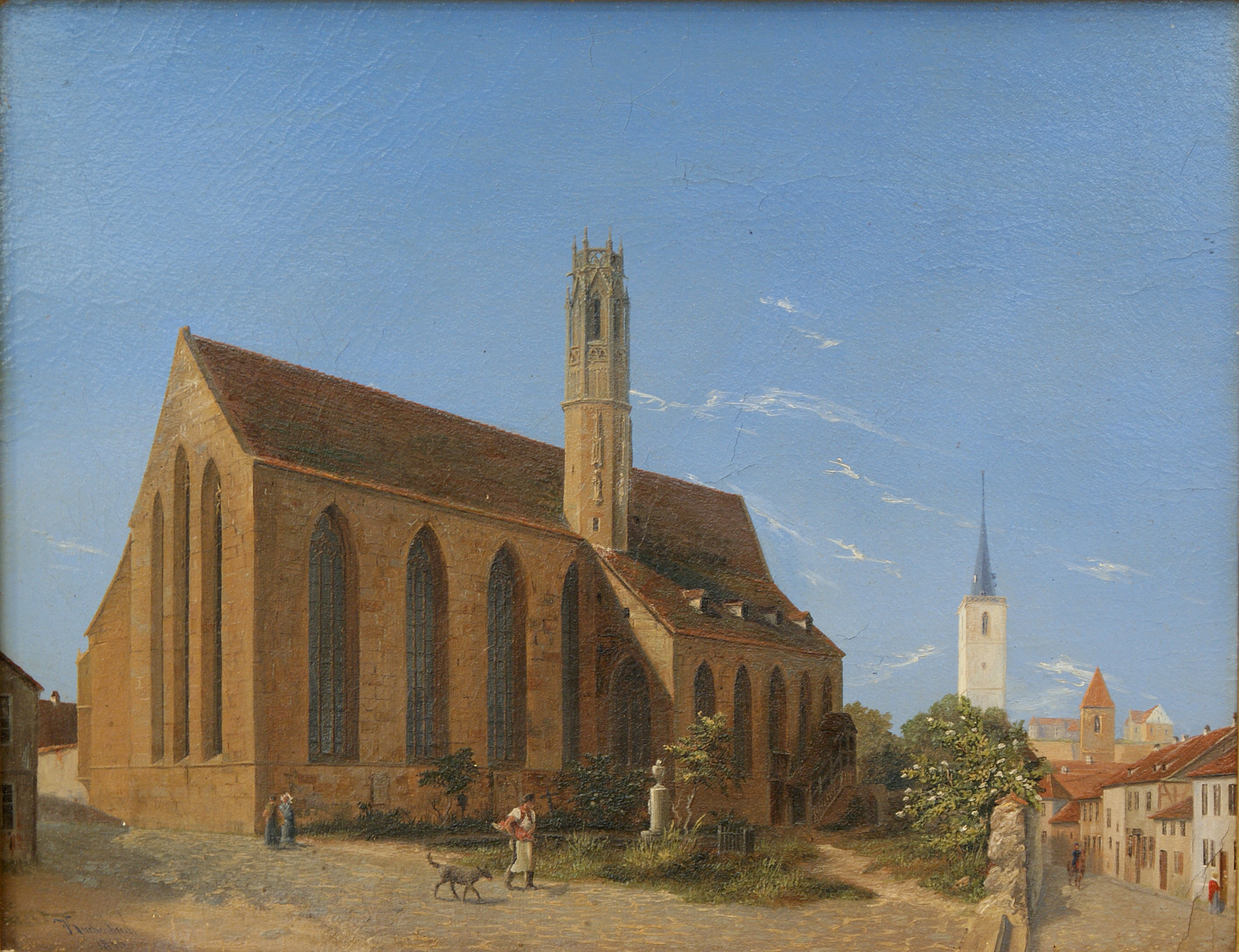
Esterno della chiesa in un dipinto di Franz Kuchenbuch, 1896.

Il nuovo priorato fu demolito nel 1821 in quanto oramai pericolante. L'ala occidentale del convento iniziò, insieme al vecchio priorato, alla biblioteca ed all'orfanotrofio, ad essere gestita - dopo la chiusura della scuola - dalla Marienstift (Fondazione mariana), una fondazione dedita alla cura e crescita degli orfani. Tra il 1840 e il 1846 si procedette al rinnovamento dell'ala ovest e del priorato, secondo progetti di Karl Friedrich Schinkel. In tale occasione venne anche costruito un passaggio di collegamento tra la biblioteca e il corpo occidentale.
I lavori rimasero comunque un'incompiuta, in quanto la chiesa stessa dovette essere chiusa già nel 1844 per rischio di crollo.
La ripresa dell'opera di rinnovamento venne favorita nel 1848 dall'interessamento del re Federico Guglielmo IV di Prussia. Dopo il fallimento del Parlamento di Francoforte, la chiesa venne ricostruita secondo canoni neogotici e destinata ad ospitare, tra il marzo e l'aprile del 1850, i lavori del Parlamento dell'Unione di Erfurt, tra i cui partecipanti risultava anche Bismarck. Terminata la breve esperienza parlamentare, i lavori di definitivo adattamento ad edificio sacro ripresero nel 1852 e si conclusero nel 1854 con la nuova consacrazione.

### XX secolo

#### Rifacimento
Tra il 1936 ed il 1938 si procedette, sotto la guida dell'architetto Theo Kellner alla ricostruzione della chiesa e di parte del convento del complesso secondo canoni trecenteschi. La chiesa appare ancora oggi, al netto delle riparazioni degli ingenti danni di guerra, sotto questa forma. Anche il piano terra dell'edificio della biblioteca venne riadattato a destinazione museale. Lo scoppio della Seconda guerra mondiale impedì lo sviluppo di ulteriori piani.

#### Distruzione

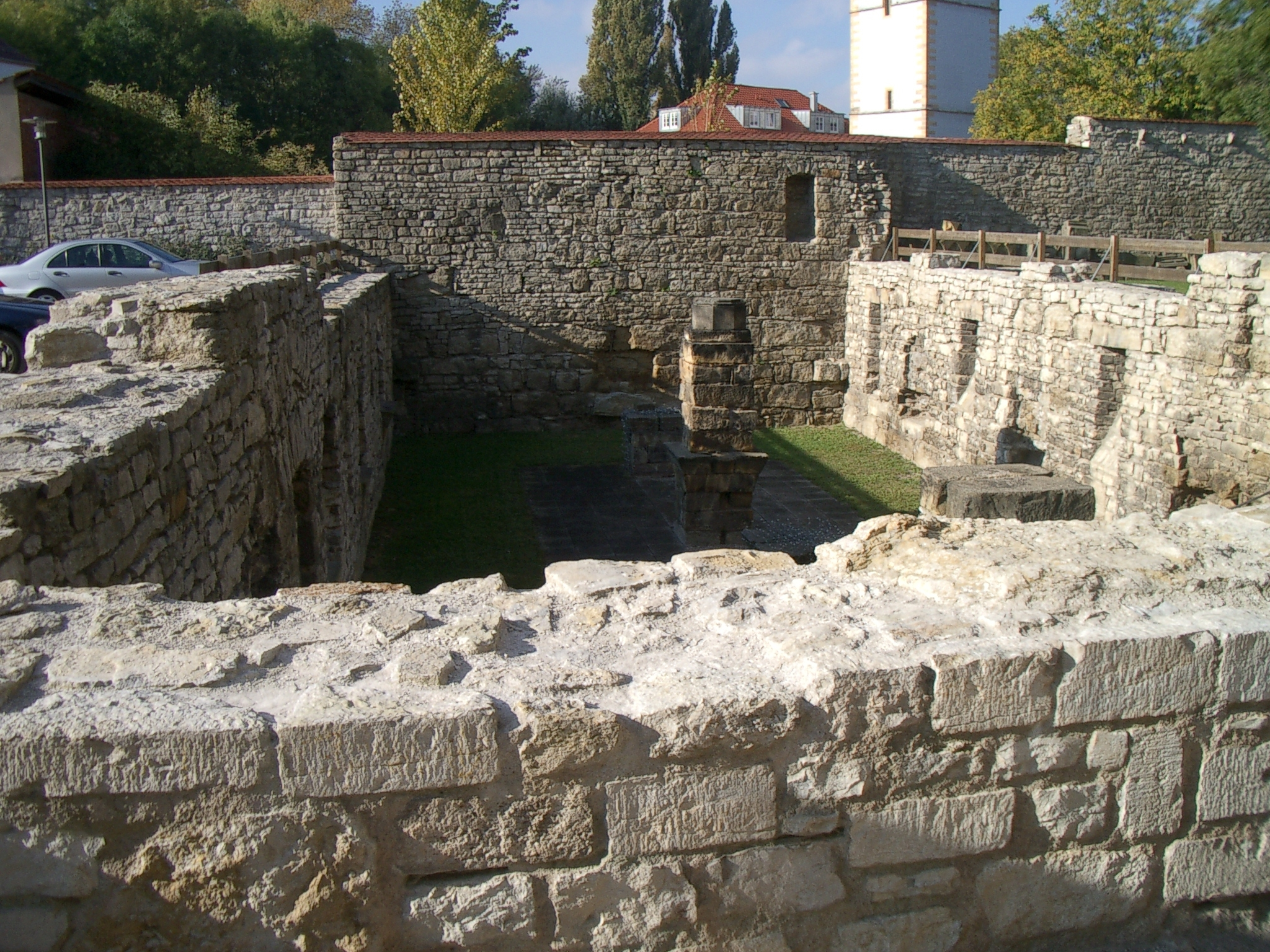
I sotterranei della biblioteca distrutta nel 1945 (2005).

Il convento fu colpito da due bombe e pesantemente danneggiato il 25 febbraio 1945, durante un attacco aereo britannico. Totalmente distrutte furono la biblioteca e le Volltreffer, centrate in pieno. Molto danneggiati furono inoltre l'area Clausura (in particolare, il refettorio invernale), la porzione sud dell'ala occidentale e l'edificio di connessione alla biblioteca. Ingenti danni subirono anche la chiesa del convento, il chiostro, l'orfanotrofio e la foresteria.
Tutti gli edifici rimasti in piedi persero comunque - dalla forza dell'impatto - tetto, finestre e porte. Così accadde anche alla chiesa, la cui volta lignea a botte ha subito un notevole spostamento. Le quattro finestre policrome, di altissimo valore, situate in prossimità dell'altare si sono potute salvare solo grazie ad un previdente smontaggio ed al trasferimento di queste nella piccola chiesa di Hohenfelden. Le figure in pietra arenaria rappresentanti importanti personaggi di Erfurt vennero murate per essere protette. Il grande organo costruito da Eberhard Friedrich Walcker subì invece danni di poco conto.
Numerosi abitanti della città, in particolare donne e i bambini provenienti dall'orfanotrofio, cercarono protezione nel Rifugio antiaereo organizzato all'interno dei sotterranei della biblioteca del convento, ma ben 267 persone vennero uccise durante il bombardamento. Dalle macerie si riuscì a recuperare ancora in vita solamente una bambina di sette anni, che aveva comunque perso un braccio. TRa le vittime del bombardamento ci fu anche il pastore della comunità agostiniana Theodor Mundle. Il luogo venne poi comunemente definito come Todeskeller (cantina della morte). Una lapide con il nome delle vittime ricorda ai visitatori, a partire dal 2010, l'accaduto. Per contro, fu rimossa dopo la riunificazione della Germania una lapide posta all'esterno del convento che descriveva il fatto come un attacco terroristico angloamericano.
A seguito del bombardamento andarono completamente perduti gli arredi artistici dell'intero edificio ospitante la biblioteca, incluse le camerate dell'orfanotrofio. Anche una gran parte di altissimo valore della fondazione luterana sono andati distrutti. Si trattava di una collezione di circa 3200 volumi. Per contro, il patrimonio bibliotecario del Ministero evangelico si salvò grazie ad una lungimirante opera di distribuzione dei tomi nelle chiese dei villaggi circostanti. Alcune perdite vennero comunque riscontrate durante il processo di riunione di tali libri.
L'avvocato Selmar Bühling si incaricò di opporsi - a partire dalla fine della guerra fino al 1949, anno del suo trasferimento nella parte occidentale di Berlino - la comunità ed il convento dalle richieste del Comune di Erfurt e del Land della Turingia di utilizzare l'edificio come propria sede di rappresentanza.

#### Ricostruzione
Poco dopo il termine della guerra ebbe inizio, seppur tra grosse difficoltà, la ricostruzione degli edifici distrutti o danneggiati. Protagonista di tale operazione fu l'ex cappellano militare Siegfried Hotzel, che si occupò della comunità agostiniana dall'aprile 1945 fino al proprio pensionamento, avvenuto nel 1960. La rimozione delle macerie fu affidata ad una squadra di accusati politici sotto la direzione dell'architetto Jakob Wassum, mentre la ricostruzione vera e propria fu affidata al famoso architetto cittadino Theo Kellner, affiancato dall'urbanista Karl Tetzner. Quando Kellner si trasferì a Francoforte sul Meno, Tretzner divenne direttore dei lavori, a sua volta supportato dall'architetto Käthe Menzel-Jordan e dall'ingegnere Richard Fischer.
Tra il 1946 ed il 1957 furono ricostruiti la chiesa, il chiostro, l'ala orientale e la foresteria. Nel 1947 poterono essere ricollocate - con l'ausilio dell'esperto di Praga in finestre medievali Hajna - nella posizione originale le vetrate medievali del coro. Entrambi gli organi furono invece rimessi a pieno regime sotto la direzione del maestro Laux - proveniente dal quartiere cittadino di Gispersleben - utilizzando anche parti di ricambio provenienti da occidente. La cella di Lutero, gravemente danneggiata e inoltre attaccata dai funghi, fu demolita e ricostruita secondo conventuale semplicità.

#### Ulteriori avvenimenti
Nel 1960 - e fino al 1993 - si sistemò nei locali del convento la Evangelische Predigerschule (Scuola evangelica di predicazione). Nel 1980 vi fu ospitata una mostra dedicata a Martin Lutero. Nello stesso anno parte del convento fu destinata ad ospitare la biblioteca del Ministero evangelico. Poiché il presidente della Repubblica Democratica Tedesca in persona, Erich Honecker, desiderava che il Convento degli Agostiniani divenisse un importante luogo per la memoria e la storia luterana, non venne dato il permesso alla richiesta di costruzione di una piscina al suo interno, da ottenersi tramite demolizione di parte dell'ala occidentale. Nel 1988 venne inaugurata la sala convegni; nel 1990 venne trasferita nel vecchio priorato la sede del preposto della diocesi evangelica di Erfurt.
Il 28 settembre 1989, nell'ambito della cosiddetta rivoluzione pacifica, si tenne una serata informativa del gruppo d'opposizione Demokratischer Aufbruch (Risveglio democratico), durante la quale il pastore - e in seguito deputato della SPD - Demokratischer Aufbruch spiegò ai circa mille presenti gli obiettivi del movimento. La chiesa fu ancora teatro di discussioni politiche nel biennio 1989-90.
Nel 1996 presero posto nel convento le prime quattro sorelle della Communität Casteller Ring, ordine religioso femminile luterano.

### XXI secolo
Tra il 2000 ed il 2003 furono restaurati e rimodernati diversi edifici all'interno del convento. Questo rinnovamento comportò una forte ricollocazione ad uso congressuale del complesso. Alla fine del 2003 venne fondata la „Stiftung Augustinerkloster zu Erfurt“ (Fondazione del Convento degli Agostiniani di Erfurt), controllata dalla Deutsche Stiftung Denkmalschutz, fondazione tedesca che si occupa a livello nazionale della salvaguardia dei monumenti. Scopi dichiarati di tale nuovo ente erano il risanamento, il restauro, il mantenimento dell'esistente e la ricostruzione della biblioteca e delle Waidhäuser). Nel 2004 il convento fu riconosciuto monumento di importanza nazionale anche dal nuovo governo della Germania riunificata; nello stesso anno fu completato l'ampia opera di restauro del chiostro. Per la costruzione dei nuovi edifici da realizzare in luogo della biblioteca e delle Waidhäuser distrutte nel 1945 venne indetto un concorso di architettura a livello nazionale: vincitore risultò uno studio di Weimar.
Il 31 ottobre 2006 il pastore a riposo Roland Weißelberg decise di darsi fuoco nel convento in segno di protesta contro la da lui definita „islamizzazione strisciante“ della Germania, secondo quanto da lui stesso riportato sulla sua lettera di commiato. Nessuna lapide o segno in ricordo di Weißelberg furono mai dedicati al Weißelberg nel convento e lo stesso venne seppellito altrove, nel quartiere di Erfurt-Büßleben. Ciononostante, a causa del clamore causato dell'iniziativa personale di Weißelberg, subirono rallentamenti anche le opere di costruzione della nuova biblioteca.
A partire dal novembre 2006 ebbe inizio l'opera di restauro delle fondazioni delle Waidhäuser e riportate alla luce le cantine. Nel febbraio 2008 ebbe infine luogo la cerimonia di posa della prima pietra del nuovo edificio in luogo dell'antica biblioteca: si tratta di un edificio leggermente più basso, ma dalla cubatura approssimativa simile al preesistente, realizzato con materiali e secondo canoni contemporanei. I lavori, ulteriormente ritardati nel gennaio 2009 per insolvenza dell'impresa costruttrice, vennero conclusi nell'estate 2010 ed il nuovo edificio poté finalmente essere inaugurato il 27 agosto. Al piano terreno sono dislocate diverse sale conferenze, mentre i piani superiori sono occupati da istituzioni religiose. L'investimento è venuto a costare circa cinque milioni di euro. La biblioteca del Ministero Evangelico rappresenta, con i suoi circa 60.000 volumi, una delle più significative raccolte ecclesiastiche di Germania ed è ospitata nell'ex dormitorio del convento.
Una Sala del silenzio posta nei sotterranei del nuovo edificio ricorda i 267 caduti durante il bombardamento del febbraio 1945. Le lapidi con i loro nomi sono collocate davanti alla sepolta uscita di sicurezza dell'allora rifugio antiaereo. Nella sala della memoria viene anche esposta la Croce chiodata di Coventry, donata al convento nel 2008.
Nel settembre del 2008 furono riaperte al pubblico anche le Waidhäuser. Si tratta comunque di una realizzazione moderna - costruita in parte anche su nuove fondamenta - che ricorda solo nelle dimensioni gli edifici originali. All'interno sono ospitate diciassette camere per ospiti e, nei sotterranei, una sala per il raccoglimento.

## La chiesa

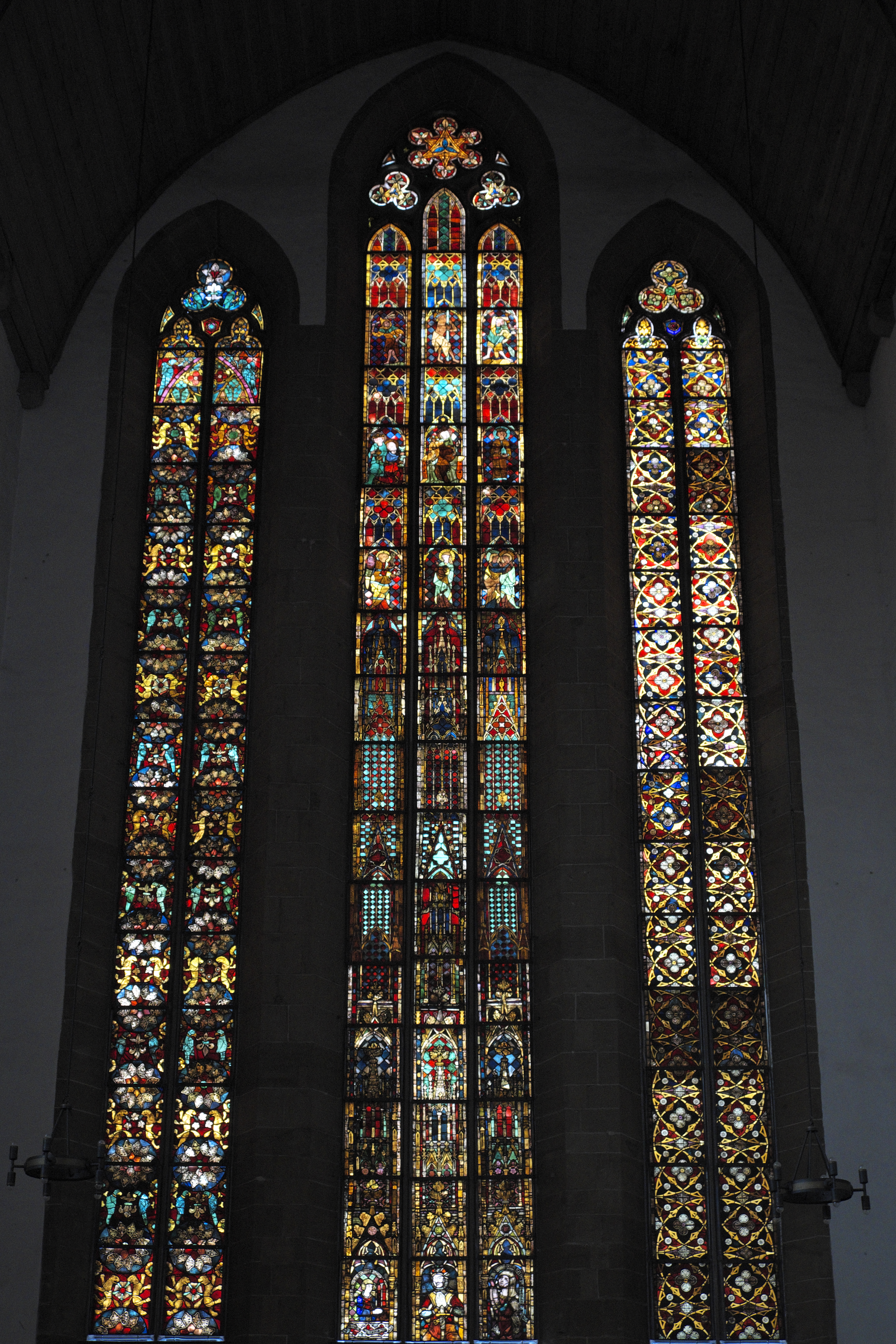
Le vetrate trecentesche del coro.

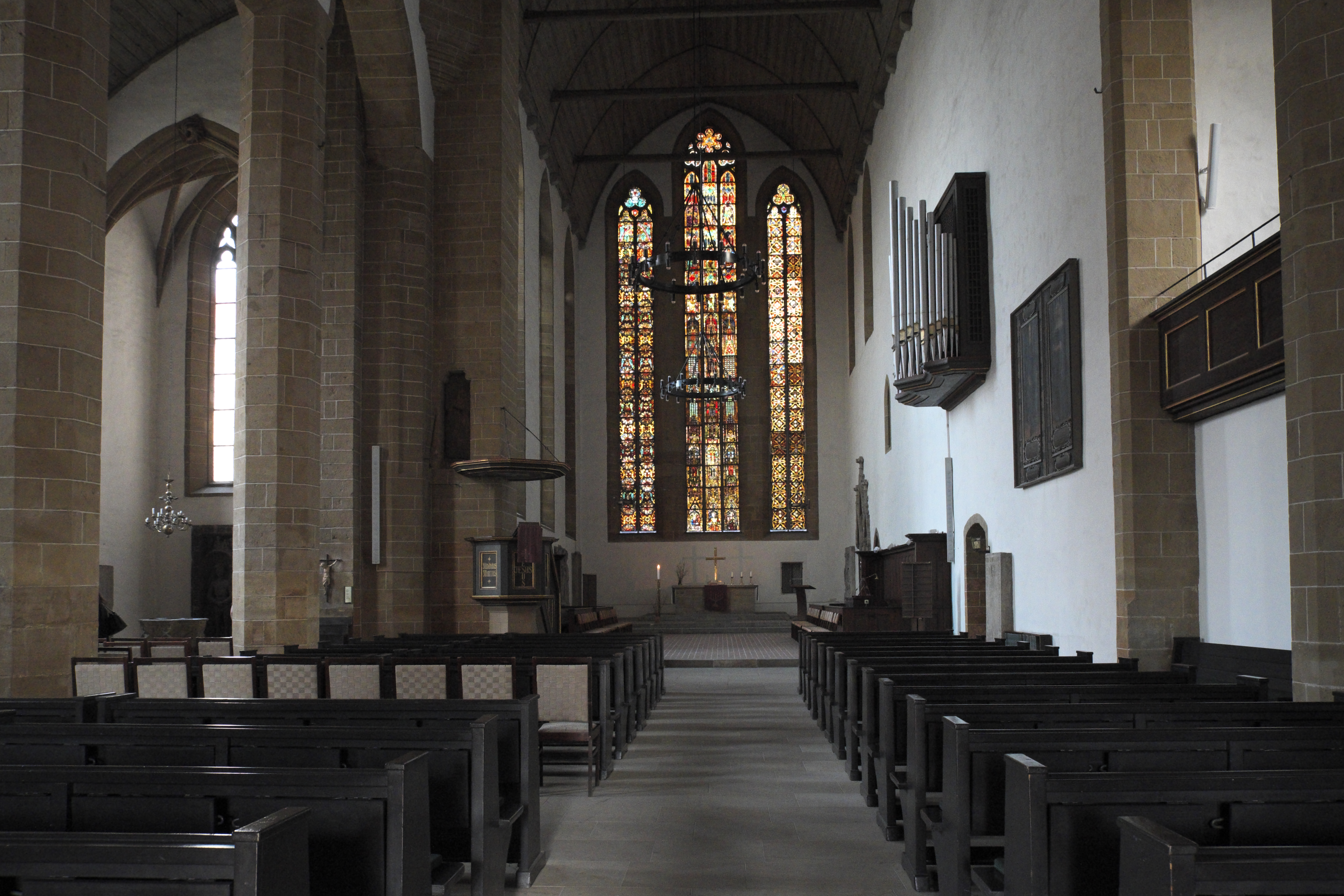
Interno della chiesa

Annessa al convento, si trova la chiesa dedicata a Sant'Agostino (in tedesco: Augustinerkirche), luogo di culto luterano. L'edificio venne completamente ricostruito tra il 1936 e il 1938 in stile neogotico e restaurato in seguito ai danni inflitti dal bombardamento del 25 febbraio 1945, durante la seconda guerra mondiale.
All'esterno, la chiesa è caratterizzata dal campanile a pianta ottagonale, poggiante direttamente sulla navata laterale di sinistra e sormontato da una balaustra gotica riccamente scolpita e decorata da piccole guglie. Lungo il fianco sinistro della chiesa, si apre il portale a forma di bifora, affiancato dalla statua in marmo di Sant'Agostino. Sulla facciata, si trova un pulpito, che testimonia l'usanza ti tenere prediche all'aperto per folti gruppi di fedeli. L'interno della chiesa è a tre navate, con quella di destra più corta delle altre e sopraelevata, separate da due file di archi ogivali poggianti su colonne in mattoncini e coperte con volta in legno.
Sulla parete fondale della chiesa, nel coro, è una grande trifora con preziose vetrate policrome raffiguranti Scene della Vita di Sant'Agostino. Furono realizzate tra il 1310 ed il 1340.

### Organo
L'organo a canne della chiesa è stato costruito nel 1938 dalla ditta organaria Walcker e restaurato nel 1999. Lo strumento è a trasmissione elettrica ed ha tre tastiere e pedaliera. La sua disposizione fonica è la seguente:
| Prima tastiera - Hauptwerk |        |
| Quintatoen                 | 16'    |
| Prinzipal                  | 8'     |
| Gedackt                    | 8'     |
| Salizional                 | 8'     |
| Oktave                     | 4'     |
| Rohrflöte                  | 4'     |
| Quinte                     | 2.2/3' |
| Prinzipal                  | 2'     |
| Mixtur                     | V      |
| Trompete                   | 8'     |

| Seconda tastiera - Positiv |        |
| Grob-Gedackt               | 8'     |
| Rohrflöte                  | 8'     |
| Quintatoen                 | 8'     |
| Italienisch Prinzipal      | 4'     |
| Gemshorn                   | 4'     |
| Blockflöte                 | 4'     |
| Waldflöte                  | 2'     |
| Terz                       | 1.3/5' |
| Quinte                     | 1.1/3' |
| Sifflöte                   | 1'     |
| Cymbel                     | IV     |
| Krummhorn                  | 8'     |
| Tremolo                    |        |

| Terza tastiera - Schwellwerk |        |
| Bourdon                      | 16'    |
| Flöten-Prinzipal             | 8'     |
| Lieblich Gedackt             | 8'     |
| Spitzflöte                   | 8'     |
| Undamaris                    | 8'     |
| Prinzipal                    | 4'     |
| Koppelflöte                  | 4'     |
| Nasat                        | 2.2/3' |
| Schwiegel                    | 2'     |
| Prinzipal                    | 2'     |
| Terz                         | 1.3/5' |
| Quinte                       | 1.1/3' |
| Scharff                      | V      |
| Sordun                       | 16'    |
| Horn                         | 8'     |
| Schalmei                     | 4'     |
| Tremolo                      |        |

| Pedal           |         |
| Untersatz       | 32'     |
| Prinzipalbass   | 16'     |
| Kontrabass      | 16'     |
| Subbass         | 16'     |
| Oktavbass       | 8'      |
| Prinzipalbass   | 4'      |
| Prinzipal       | 2' + 1' |
| Mixtur          | V       |
| Posaune         | 16'     |
| Trompetenbass   | 8'      |
| Singend-Kornett | 2'      |

| Pedal (Schwellwerk) |     |
| Gedacktbass         | 16' |
| Violon              | 8'  |
| Gedacktflöte        | 8'  |
| Choralbass          | 4'  |
| Bauernflöte         | 2'  |

## Galleria d'immagini

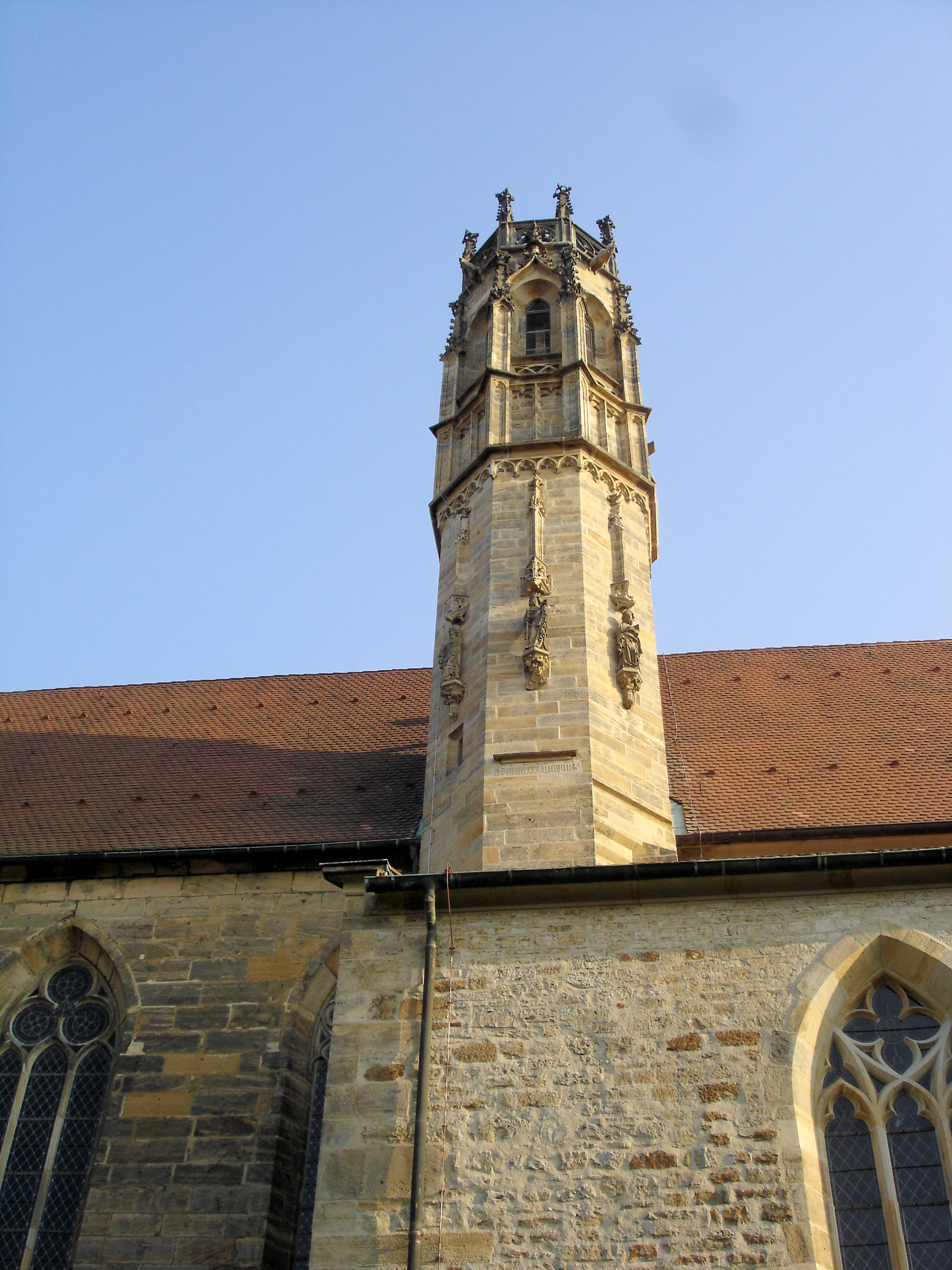
Il campanile della chiesa
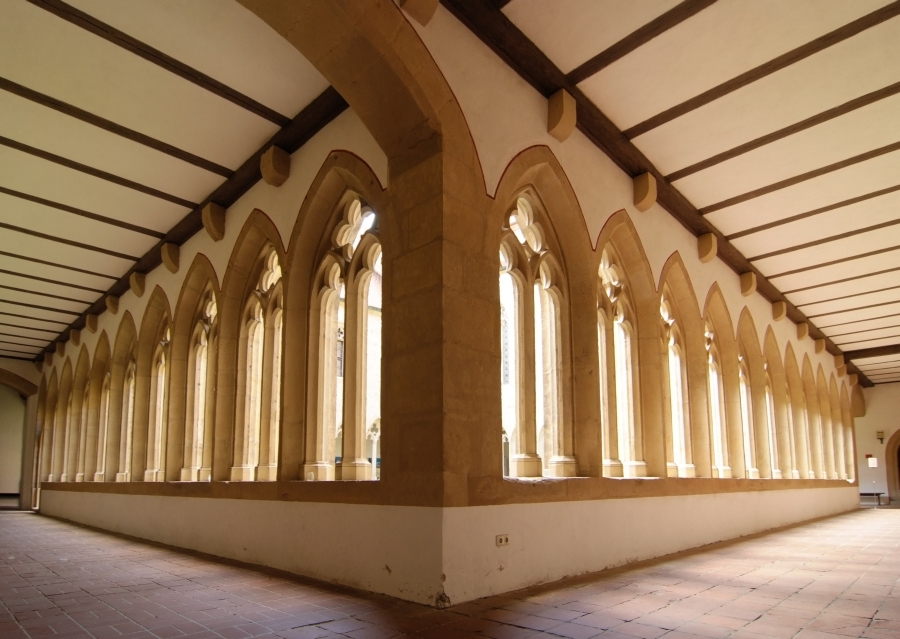
Incrocio fra due gallerie del chiostro
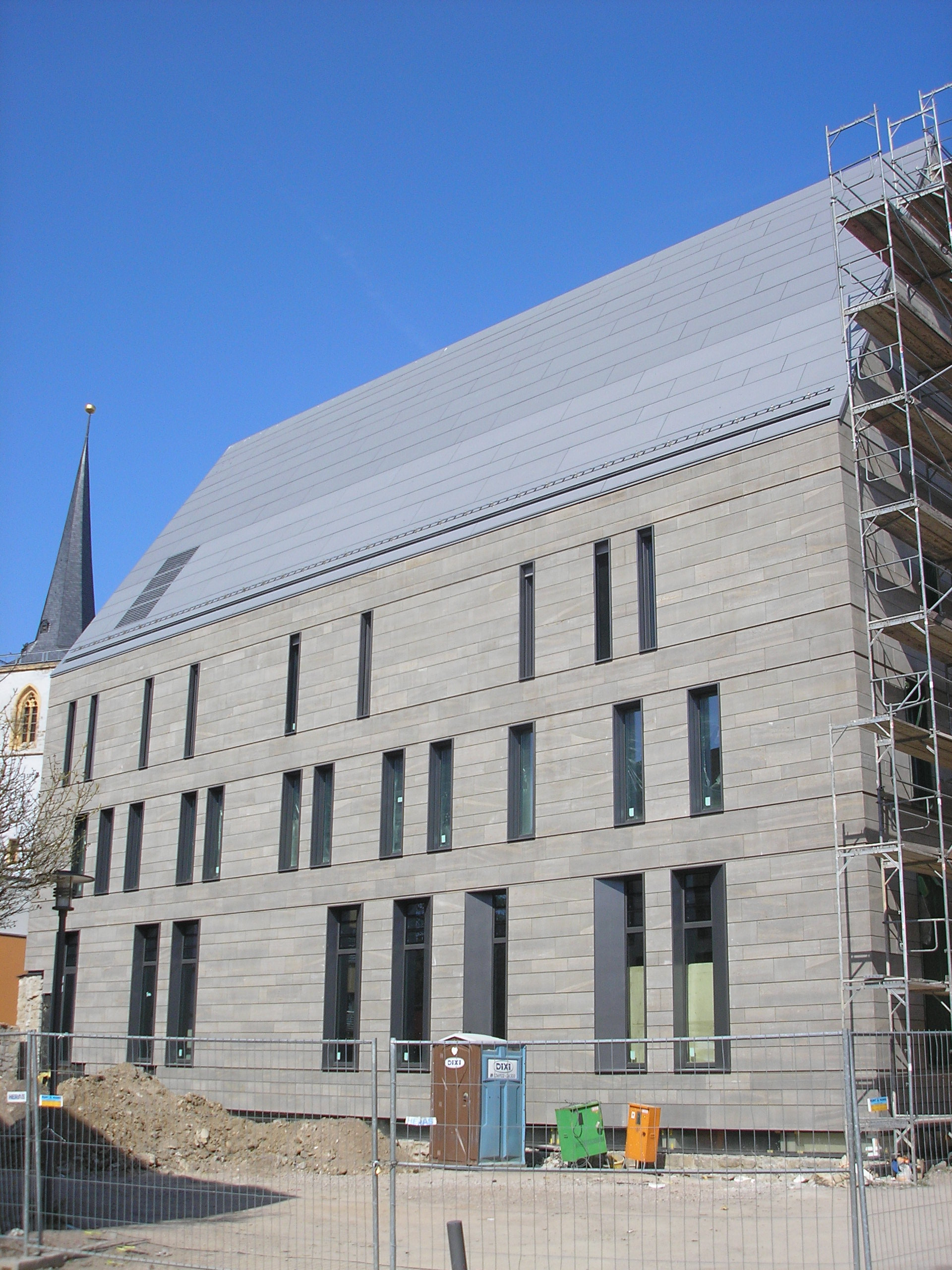
Esterno della biblioteca nuova
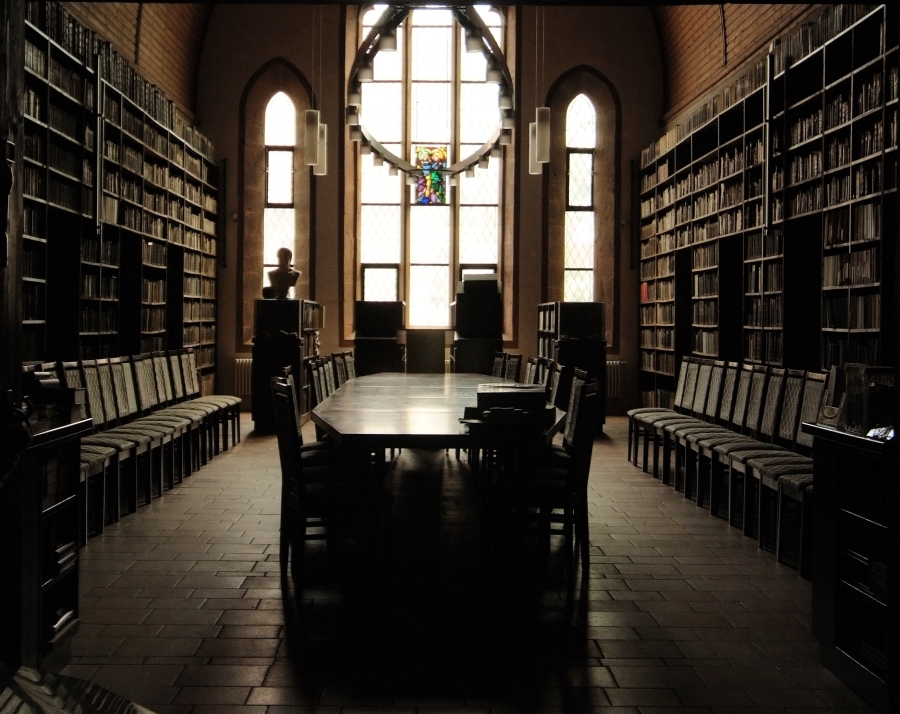
Interno della biblioteca storica